# Markovića jama
Markovića jama je jama u zaselku Podi u Grabu kod Trilja.
Mjesto je ratnoga zločina jugoslavenskih partizana koji su pobili i u jamu i po okolici bacili tijela 140 hrvatskih vojnika i civila krajem svibnja 1944. godine, zarobljenih nakon bitke u Aržanu 27. i 28. svibnja 1944. godine. Ubijeni hrvatski vojnici podrijetlom su bili iz Cetinske i Imotske krajine, Tomislavgrada, Posušja, Gruda, Ljubuškog i Vrgorca tj. Dalmatinske zagore i Zapadne Hercegovine.
U samu jamu bačena su tijela 102 pripadnika HOS-a, a u okolici Aržana u tim danima ubijeno ih je i na raznim lokacijama pokopano još 37, koji su nekoliko dana prije unovačeni u HOS, pa neki od njih nisu ni imali zaduženo oružje. Ubijeni HOS-ovci pripadali su Šimićevoj pukovniji. Njihovu posmrtni ostatci danas su pokopani u masovnoj grobnici na groblju svetog Ivana Krstitelja na Dobranjama Imotskim. Komemoracija na 80. godišnjicu zločina 2024. godine održana je pod pokroviteljstvom Hrvatskoga sabora.

### Članci
- Dukić, Josip. 2016. Partizanske likvidacije u Cetinskom dekanatu za vrijeme Drugoga svjetskog rata i u poraću (1941.-1947.). Crkva u svijetu. Sveučilište u Splitu - Katolički bogoslovni fakultet. Split. 51 (1): 157–180